# Hafsa bint Umar

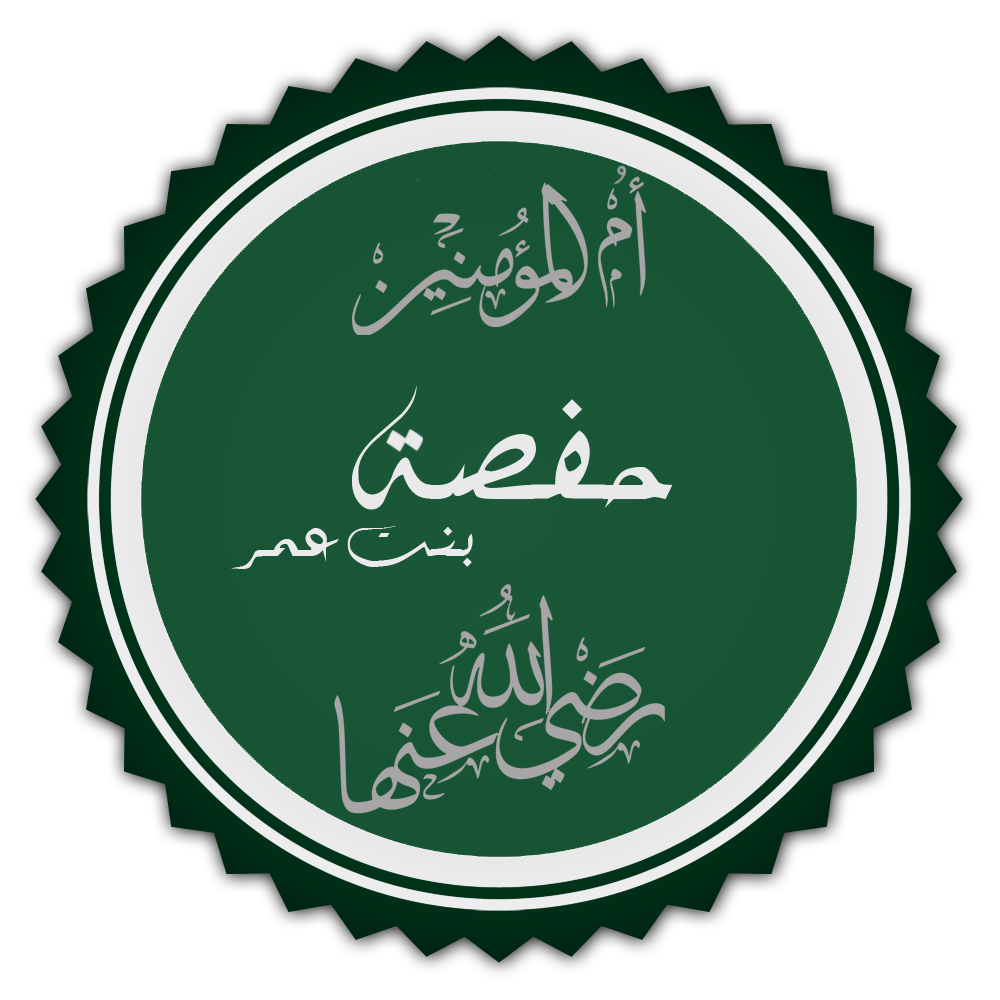
Hafsa bint Umar

Ḥafṣa bint ʿUmar (in arabo حفصة بنت عمر ‎?; Medina, 604 circa – Medina, 665) fu una delle figlie di ʿUmar b. al-Khaṭṭāb e una delle mogli di Maometto, per questo fatto soprannominata "Madre dei Credenti".

## Biografia
Fu data in sposa a Khunays ibn Hudhayfa, ma rimase vedova quando aveva appena 18 anni e suo padre la offrì in moglie ad Abū Bakr e a ʿUthmān b. ʿAffān. Entrambi rifiutarono di sposarla, visto che Maometto aveva detto loro che era interessato a lei. Quando suo padre, ʿUmar, si recò dal Profeta per lamentarsi di quel duplice rifiuto, Maometto replicò: "Ḥafṣa sposerà uno migliore di Abū Bakr e ʿUthmān sposerà una migliore di Hafṣa."
Maometto la sposò dopo la battaglia di Badr, nel 624. Al momento del matrimonio, Ḥafṣa aveva 23 anni e il Profeta 56. Con tale matrimonio Maometto rinsaldò i suoi già forti legami con ʿUmar, che in quel modo diventava suo suocero.
Secondo la tradizione islamica, Ḥafṣa aveva presso di sé una copia del Corano e Zayd ibn Thabit se ne avvalse per la Vulgata predisposta su ordine di ʿUthmān (che allora era califfo), restituendola alla fine del suo prezioso lavoro di collazione e scrittura alla sua proprietaria.